# Полом (Щиценський повіт)
Полом (пол. Połom, нім. Polommen) — село в Польщі, у гміні Свентайно Щиценського повіту Вармінсько-Мазурського воєводства.
Населення — 32 особи (2011).
У 1975-1998 роках село належало до Ольштинського воєводства.

## Демографія
Демографічна структура станом на 31 березня 2011 року:
|          | Загалом | Допрацездатний вік | Працездатний вік | Постпрацездатний вік |
| -------- | ------- | ------------------ | ---------------- | -------------------- |
| Чоловіки | 18      | 4                  | 11               | 3                    |
| Жінки    | 14      | 3                  | 6                | 5                    |
| Разом    | 32      | 7                  | 17               | 8                    |